# Butia capitata
Butia capitata, també coneguda com a Palmera Pindo o Jelly Palm, és una espècie de palmera nativa de l'Argentina, Brasil i l'Uruguai.
Aquesta palmera fa fins a 6 m d'alt i excepcionalment en fa 8 i és de creixement lent. Les seves fulles són pinnades i el seu tronc és gruixut.
Butia capitata és notable pel fet de ser una de les palmeres més resistents al fred tolerant temperatures per sota dels -10 °C, per això es cultiva en jardineria fins i tot en climes relativament freds com els del Regne Unit.